# IndigNation

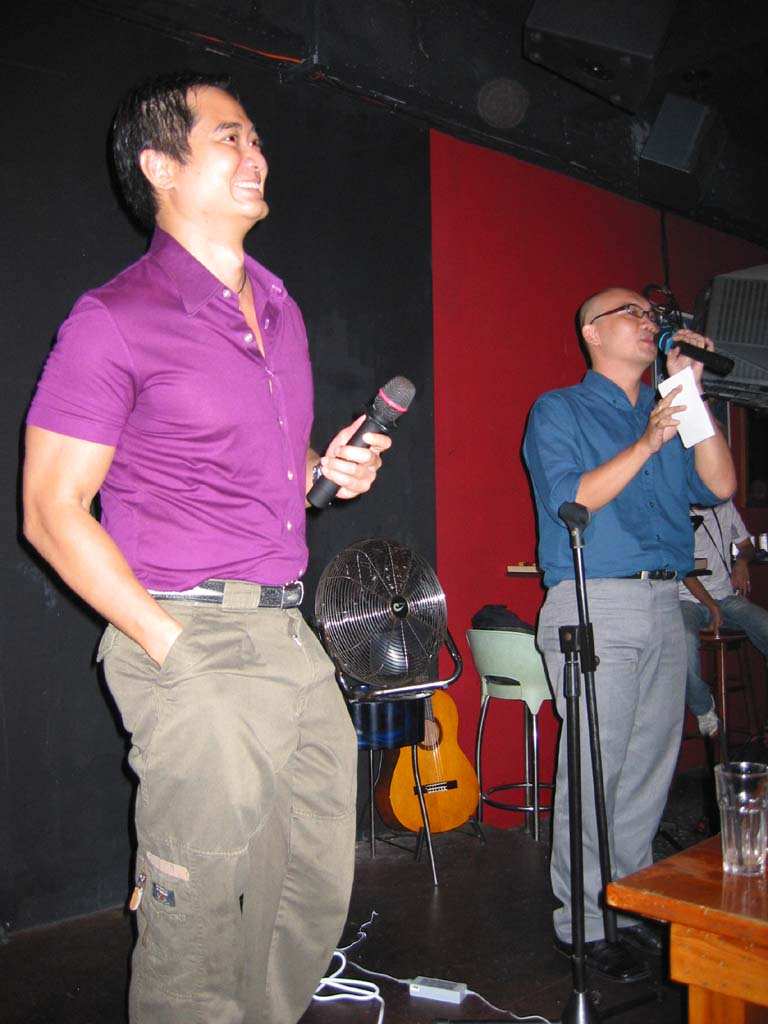
El Dr. Tan Chong Kee és presentat per Daniel, el president de la conferència "L'amor entre persones del mateix sexe en la literatura clàssica xinesa".

IndigNation va ser la temporada anual d'orgull lèsbic, gai, bisexual i queer de Singapur, d'un mes de durada, que es va celebrar per primera vegada a l'agost de 2005 per a coincidir amb el 40è Dia Nacional de la República.

## Història
El 4 d'agost de 2005, va començar IndigNation, organitzat per activistes com Alex Au, programant-se tota una sèrie d'esdeveniments, xerrades i tallers amb temàtica LGBT durant un mes per omplir el buit que es va produir arran la prohibició de la festa anual gai anomenada Nation (Nació). La majoria dels esdeveniments eren de poesia, prosa i música, el qual no és d'estranyar que el primer esdeveniment fou sobre lectura de poesia, ContraDiction. Aquest esdeveniment inaugural, que també era el primer esdeveniment gai sobre la lectura de poesia en el país, fou organitzat pel poeata Dominic Chua i l'escriptor Ng Yi-Sheng.
El major portal de gais i lesbianes d'Àsia, Fridae, ha donat suport al festival des del seu inici mitjançant el patrocini dels mitjans de comunicació i el patrocini financer a través del seu Fridae Community Development Fund, i d'esdeveniments de recaptació de fons. En una projecció de gala de la pel·lícula Wilde sobre el dramaturg d'origen irlandès Oscar Wilde, al maig de 2008, es van recaptar 10.000 dòlars de Singapur (S$) per a IndigNation i es va proporcionar un fons inicial per a establir el «Premi Rascals», un premi biennal a la millor labor de recerca relacionada amb el tema dels gais, les lesbianes, els bisexuals i els transsexuals (LGBT) i Singapur. En 2009, l'estrena en la gala de recaptació de fons d'una pel·lícula biogràfica sobre el primer polític estatunidenc obertament gai i triat públicament, Harvey Milk, va recaptar 14.000S$ per a IndigNation, Pinkdot Singapore i el nou projecte del cineasta gai Lloo Zihan. Aquest mateix any, l'estrena de la gala de recaptació de fons de Taking Woodstock, d'Ang Lee, va recaptar 6.000S$ per a IndigNation i altres projectes comunitaris relacionats amb el col·lectiu LGBT a Singapur.